# Erebia tenebrosa
Erebia tenebrosa är en fjärilsart som beskrevs av De Sarraga 1930. Erebia tenebrosa ingår i släktet Erebia och familjen praktfjärilar. Inga underarter finns listade i Catalogue of Life.